# Elżbieta Sosnowska
Elżbieta Sosnowska (ur. 17 marca 1949 w Warszawie) – polska szachistka, trenerka i sędzia szachowy, mistrzyni FIDE od 1981 roku.

## Kariera szachowa
W latach 1974–1991 piętnastokrotnie uczestniczyła w finałach indywidualnych mistrzostw Polski kobiet, najlepsze wyniki osiągając w latach 1981 (Poznań – IV miejsce) oraz 1988 (Bielsko-Biała – V miejsce). W 1979 r. zdobyła w Lublinie brązowy medal drużynowych mistrzostw Polski, w barwach klubu "Hutnik" Warszawa.
Wielokrotnie startowała w międzynarodowych kobiecych turniejach organizowanych w Polsce, najlepsze wyniki osiągając w Piotrkowie Trybunalskim (1982 – I miejsce, 1980 – dz. II-IV miejsce za Małgorzatą Wiese, wspólnie z Kvetą Eretovą i Lidią Mulenko) oraz w Nałęczowie (1981 – dz. III-IV miejsce za Liją Bogdan i Bożeną Sikorą, wspólnie z Rumianą Bojadżijewą).
Najwyższy ranking w karierze osiągnęła 1 stycznia 1988 r., z wynikiem 2185 punktów zajmował wówczas 9. miejsce wśród polskich szachistek.